# Playa de Portiello
La Playa de Portiello (Portiellu en asturiano), también conocida como de Portiello de San Martín, es una de las ocho playas de la parroquia de Celorio, en el concejo de Llanes, Asturias. Desde esta playa se tiene una buena vista de la Sierra de Cuera y los alrededores de las playas están llenos de vegetación. Se enmarca en las playas de la Costa Oriental de Asturias, en la Costa Verde, y está considerada paisaje protegido, desde el punto de vista medioambiental (por su vegetación). Por este motivo está integrada, según información del Ministerios de Agricultura, Alimentación y Medio Ambiente, en el Paisaje Protegido de la Costa Oriental de Asturias.

## Descripción
La playa debe su nombre a una antigua portilla que limitaba los derechos de pasto de las localidades de Celorio y Poo, entre las cuales, y a una distancia idéntica, se encuentra ubicada la playa. Se trata de una pequeña playa de forma de concha, a la que se accede a través de una senda cicloturista peatonal que se construyó uniendo las localidades de Celorio y Poo. Es el límite oriental de la parroquia de Celorio.
Sus dimensiones varían enormemente por las mareas. Y hay que destacar la aparición durante la bajamar de un charco de dimensiones considerables conocido con el nombre de “la Poza”, que es la única zona de una cierta peligrosidad de la playa, pese a ser sitio de juego para los niños.
Esta playa no cuenta con ningún tipo de servicio, pese a que en verano suele haber un servicio de salvamento entre las 11:30h y las 19h aproximadamente.